# Chaetocnema angustula
Chaetocnema angustula  (лат.) — вид жуков-листоедов (Chrysomelidae) рода Chaetocnema трибы земляные блошки из подсемейства козявок (Galerucinae). Европа, в том числе, Австрия, Германия, Испания, Италия, Словения, Франция, Швейцария
.

## Описание
Длина 1,84—2,08 мм, ширина 0,91—1,17 мм. Переднеспинка и надкрылья бронзоватые (без жёлтого, изредка с зелёным). Голени жёлтые, бёдра коричневые. 1-4-й членики жгутика усика полностью жёлтые, 5-й членик жгутика частично коричневый. Голова гипогнатная (ротовые органы направлены вниз). Лоб плоский (расположен на уровне глаз), покрыт сравнительно короткими белыми щетинками. Надкрылья покрыты несколькими рядами (6—8) многочисленных мелких точек — пунктур. Фронтолатеральные бороздки отсутствуют. Бока надкрылий субпараллельны друг другу. Один из немногих бескрылых представителей рода Chaetocnema в Палеарктике. Питается на травянистых растениях.
Средние и задние голени с выемкой на наружной стороне перед вершиной. Лобные бугорки не развиты. Переднеспинка без базальной бороздки. Вид был впервые описан в 1847 году под первоначальным названием Plectroscelis aerosa Rosenhauer, 1847. Валидный статус был подтверждён в 2011 году в ходе ревизии палеарктической фауны рода Chaetocnema, которую провели энтомологи Александр Константинов (Systematic Entomology Laboratory, USDA, c/o Smithsonian Institution, National Museum of Natural History, Вашингтон, США), Андрес Баселга (Andrés Baselga; Departamento de Zoología, Facultad de Biología, Universidad de Santiago de Compostela, Santiago de Compostela, Испания), Василий Гребенников (Ottawa Plant Laboratory, Canadian Food Inspection Agency, Оттава, Канада) с соавторами (Jens Prena, Steven W. Lingafelter).